# Бізнес-парк Софія
Бізнес-парк Софія — найбільший офісний парк у Центральній та Східній Європі та перший у своєму роді в Болгарії.

## Проект
Бізнес-парк Софія належить Arco Capital Corporation Ltd. і є найбільшим офісним парком у Центральній та Східній Європі. У закладі розміщуються підприємства різних галузей. Парк розроблений для забезпечення ефективності, гнучкості та зручності для корпоративних орендарів будь-якого розміру та масштабу. Це багатофункціональний високотехнологічний бізнес-парк, який поєднує в собі життєво важливі компоненти бізнесу та суміжні сектори. БПС складається з 14 будівель. Його площа становить 89 000 м², а загальна забудована площа — 210 000 м². Щодня парк обслуговує понад 12500 осіб, та приймає близько 2500 відвідувачів.
Загальна орендна площа — 125 900 м², з них: офісна площа — 100 700 м², склади — 15 000 м², комерційна площа — 9 300 м² 

## Розташування
Бізнес-парк Софія розташований біля підніжжя гори Вітоша, звідки можна легко дістатися до всіх основних транспортних магістралей та до кільцевої дороги Софії. Парк знаходиться менш ніж за 20 хвилин їзди від центрального району міста та за 8 хвилин їзди від аеропорту Софії. Дістатися до бізнес-парку Софія можна також громадським транспортом — побудована виокремлена станція метро (Бізнес-парк Софія), яка сполучає парк з центром міста та аеропортом Софія.